# Gouvernement Gaston Eyskens III
Ne doit pas être confondu avec Gouvernement Gaston Eyskens III (remanié).
Royaume de Belgique
Eyskens II Eyskens III 
(remanié)
Le gouvernement Gaston Eyskens III est le gouvernement belge du 6 novembre 1958 au 3 septembre 1960. Il est composé de libéraux et de sociaux-chrétiens et compte 19 ministres.
La signature du Pacte scolaire, mettant fin à la deuxième guerre scolaire, permet à Gaston Eyskens d'élargir son gouvernement social-chrétien homogène aux libéraux. 
Le recensement décennal devant avoir lieu en 1960 est l'objet de tensions communautaires autour du volet linguistique. Le mouvement flamand craint tout particulièrement que ce recensement ne révèle une expansion de la « tache d'huile » francophone autour de Bruxelles. Finalement, le recensement est repoussé en 1961 et le volet linguistique est supprimé. 
Une politique économique keynésienne s'affirme fortement sous ce gouvernement. Un mouvement de grève contestant la fermeture de charbonnages marginaux conduit à la mise en place d'un organisme de planification économique de l'industrie charbonnière. Le 14 septembre 1959, le Bureau de programmation économique est créé. Cependant, les problèmes économiques ne sont pas pour autant réglés : l'industrie wallonne est toujours sur le déclin. 
Le dossier congolais est au centre des préoccupations du gouvernement. Les émeutes de Léopoldville de janvier 1959 déclenchent le processus d'indépendance du Congo. Au départ partisan d'une forme d'indépendance limitée, le gouvernement est forcé de reculer face au refus des nationalistes congolais et à la montée des tensions au Congo. Le refus de l'envoi de troupes belges (afin d'éviter une guerre d'Algérie congolaise) entraîne l'organisation de la Conférence de la Table ronde à Bruxelles, réunissant les différents partis belges et congolais afin de fixer les termes de l'indépendance totale du Congo prévue pour le 30 juin 1960. La sécession du Katanga et du Kasaï n'est pas reconnue officiellement par le gouvernement, malgré la pression de l'Union minière du Haut Katanga et de Baudouin. Cependant, la mutinerie de soldats congolais entraînant la mort de Belges amène à l'envoi de troupes belges au Congo, qui en profitent pour soutenir le Katanga et du Kasaï. Le gouvernement est remanié le 3 septembre 1960 afin d'affirmer une ligne pro-katangaise plus dure,.

## Composition
| Ministère                                                                                    | Nom                      | Parti           |
| -------------------------------------------------------------------------------------------- | ------------------------ | --------------- |
| Premier ministre                                                                             | Gaston Eyskens           | Social-chrétien |
| Ministre de l'agriculture                                                                    | Albert de Vleeschauwer   | Social-chrétien |
| Ministre de la défense nationale                                                             | Arthur Gilson            | Social-chrétien |
| Ministre des communications                                                                  | Paul-Willem Segers       | Social-chrétien |
| Ministre de la prévoyance sociale                                                            | Léon Servais             | Social-chrétien |
| Ministre des classes moyennes                                                                | Paul Vanden Boeynants    | Social-chrétien |
| Ministre du Congo belge et du Ruanda-Urundi                                                  | Maurice Van Hemelrijck   | Social-chrétien |
| Ministre des finances                                                                        | Jean Van Houtte          | Social-chrétien |
| Ministre des affaires étrangères                                                             | Pierre Wigny             | Social-chrétien |
| Vice-premier ministre, ministre de l'administration générale et des réformes administratives | Albert Lilar             | Libéral         |
| Ministre de l'intérieur                                                                      | René Lefebvre            | Libéral         |
| Ministre du travail                                                                          | Oscar Behogne            | Social-chrétien |
| Ministre des affaires culturelles                                                            | Pierre Harmel            | Social-chrétien |
| Ministre des travaux publics et de la reconstruction                                         | Omer Vanaudenhove        | Libéral         |
| Ministre de la justice                                                                       | Laurent Merchiers        | Libéral         |
| Ministre de l'enseignement public                                                            | Charles Moureaux         | Libéral         |
| Ministre des affaires économiques                                                            | Jacques Van der Schueren | Libéral         |
| Ministre du commerce extérieur                                                               | Jacques Van Offelen      | Libéral         |

## Remaniements
20 novembre 1958
- Albert Lilar (libéraux) est chargé de la présidence du conseil de ministres

3 septembre 1959
- August De Schryver (PSC) est nommé ministre du Congo belge et de Ruanda-Urundi, en succession de Maurice Van Hemelrijck, démissionnaire

17 novembre 1959
- Raymond Scheyven (PSC) est nommé ministre sans portefeuille, chargé des affaires économiques et financières du Congo belge et de Ruanda-Urundi

16 mai 1960
- Walter Ganshof van der Meersch (technicien) est nommé ministre sans portefeuille, chargé des affaires générales en Afrique

(jusqu'au 20 juillet 1960)
23 juin 1960
- August De Schryver (PSC), ministre du Congo belge et de Ruanda-Urundi, est nommé ministre des affaires africaines.